# Malynyschtsche
Malynyschtsche (ukrainisch Малинище; russisch Малинище Malinischtsche, polnisch Maleniska) ist ein Dorf im Rajon Brody der Oblast Lwiw im Westen der Ukraine mit etwa 20 Einwohnern.

## Geschichte

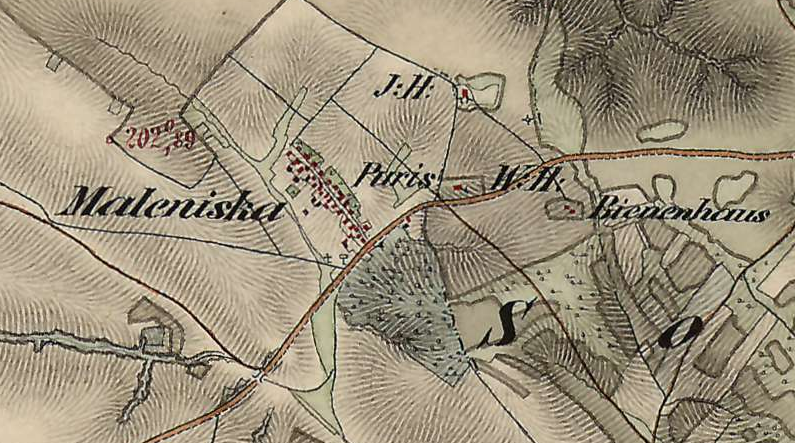
Maleniska auf der Franziszeischen Landesaufnahme um die Mitte des 19. Jahrhunderts

Der Ort entstand in einem Wald nach der Ersten Teilung Polens. Auf der ethnographischen Karte der Österreichischen Monarchie von Karl von Czoernig-Czernhausen aus dem Jahr 1855 wurde an dieser Stelle eine namenlose deutsche Sprachinsel eingezeichnet. Der Ortsname bezeichnet einen Ort, wo Himbeeren wachsen. Im Polnischen Himbeere ist malina und Ort malinisko (vergleiche Maleniska także [auch] Maliniska, 1895), im Ukrainischen Малина, jedoch unter dem Einfluss der ukrainischen Sprache kam es zur Änderung (Repartition) e < i.
Im Jahr 1900 hatte die Gemeinde Maleniska 27 Häuser mit 190 Einwohnern, davon waren 185 Polnischsprachige, 5 Ruthenischsprachige, 175 waren römisch-katholisch, 5 griechisch-katholisch, 10 jüdischer Religion.
Nach dem Ende des Polnisch-Ukrainischen Kriegs 1919 kam die Gemeinde zu Polen. Im Jahre 1921 hatte die Gemeinde 28 Häuser mit 176 Einwohnern, davon waren 144 Polen, 14 Ruthenen, 18 Deutsche, 140 waren römisch-katholisch, 31 griechisch-katholisch, 21 jüdischer Religion.
Nach Wolodymyr Kubijowytsch war Maleniska im Jahr 1939 mehrheitlich von Deutschen bewohnt.
Zu Beginn des Zweiten Weltkriegs gehörte die Gemeinde nach der sowjetischen Besetzung Ostpolens zunächst zur Sowjetunion und nach dem Überfall der Wehrmacht auf die Sowjetunion ab 1941 zum Generalgouvernement. 1945 kamen die Ortschaft wieder zur Ukrainischen SSR innerhalb der Sowjetunion und nach deren Zerfall 1991 zur unabhängigen Ukraine.
Am 13. März 1944, zwei Wochen nach dem unweiten Huta-Pieniacka-Massaker, wurden auch 40 Polen in Maleniska von der UPA und SS Galizien getötet.